# Coulanges-la-Vineuse
Coulanges-la-Vineuse és un municipi francès, situat al departament del Yonne i a la regió de Borgonya - Franc Comtat. L'any 2007 tenia 932 habitants.

## Demografia

### Població
El 2007 la població de fet de Coulanges-la-Vineuse era de 932 persones. Hi havia 328 famílies, de les quals 92 eren unipersonals (36 homes vivint sols i 56 dones vivint soles), 96 parelles sense fills, 112 parelles amb fills i 28 famílies monoparentals amb fills.
La població ha evolucionat segons el següent gràfic:
Habitants censats

### Habitatges
El 2007 hi havia 400 habitatges, 338 eren l'habitatge principal de la família, 25 eren segones residències i 37 estaven desocupats. 345 eren cases i 54 eren apartaments. Dels 338 habitatges principals, 234 estaven ocupats pels seus propietaris, 90 estaven llogats i ocupats pels llogaters i 14 estaven cedits a títol gratuït; 31 tenien dues cambres, 51 en tenien tres, 89 en tenien quatre i 167 en tenien cinc o més. 243 habitatges disposaven pel capbaix d'una plaça de pàrquing. A 154 habitatges hi havia un automòbil i a 154 n'hi havia dos o més.

### Piràmide de població
La piràmide de població per edats i sexe el 2009 era:
| Homes | Edats   | Dones |
| ----- | ------- | ----- |
| 4     | 95 o +  | 32    |
| 4     | 90 a 94 | 20    |
| 4     | 85 a 89 | 36    |
| 12    | 80 a 84 | 12    |
| 16    | 75 a 79 | 28    |
| 12    | 70 a 74 | 8     |
| 20    | 65 a 69 | 12    |
| 16    | 60 a 64 | 20    |
| 32    | 55 a 59 | 16    |
| 12    | 50 a 54 | 16    |
| 32    | 45 a 49 | 48    |
| 40    | 40 a 44 | 20    |
| 36    | 35 a 39 | 36    |
| 28    | 30 a 34 | 48    |
| 28    | 25 a 29 | 12    |
| 8     | 20 a 24 | 8     |
| 24    | 15 a 19 | 24    |
| 36    | 10 a 14 | 16    |
| 40    | 5 a 9   | 36    |
| 8     | 0 a 4   | 28    |

## Economia
El 2007 la població en edat de treballar era de 538 persones, 429 eren actives i 109 eren inactives. De les 429 persones actives 398 estaven ocupades (207 homes i 191 dones) i 31 estaven aturades (17 homes i 14 dones). De les 109 persones inactives 41 estaven jubilades, 35 estaven estudiant i 33 estaven classificades com a «altres inactius».

### Ingressos
El 2009 a Coulanges-la-Vineuse hi havia 358 unitats fiscals que integraven 853,5 persones, la mediana anual d'ingressos fiscals per persona era de 17.720 €.

### Activitats econòmiques
Dels 28 establiments que hi havia el 2007, 2 eren d'empreses extractives, 1 d'una empresa alimentària, 1 d'una empresa de fabricació d'altres productes industrials, 6 d'empreses de construcció, 2 d'empreses de comerç i reparació d'automòbils, 4 d'empreses de transport, 1 d'una empresa financera, 1 d'una empresa immobiliària, 4 d'empreses de serveis, 4 d'entitats de l'administració pública i 2 d'empreses classificades com a «altres activitats de serveis».
Dels 10 establiments de servei als particulars que hi havia el 2009, 1 era una gendarmeria, 1 oficina de correu, 1 una oficina bancària, 2 paletes, 2 lampisteries, 1 empresa de construcció i 2 perruqueries.
Dels 2 establiments comercials que hi havia el 2009, 1 era una botiga de més de 120 m² i 1 una botiga de menys de 120 m².
L'any 2000 a Coulanges-la-Vineuse hi havia 21 explotacions agrícoles que ocupaven un total de 496 hectàrees.

## Equipaments sanitaris i escolars
El 2009 hi havia 1 farmàcia i 1 ambulància.
El 2009 hi havia una escola elemental integrada dins d'un grup escolar amb les comunes properes formant una escola dispersa.

## Poblacions més properes
El següent diagrama mostra les poblacions més properes.